# Buffonova jehla

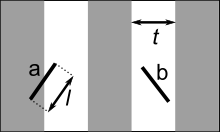
Jehla a kříží linku, jehla b nekříží linku

Buffonova jehla je slavná matematická úloha, kterou v roce 1777 vymyslel francouzský matematik Georges Louis Leclerc de Buffon.
Úloha zní takto:
Na podlaze je velký list papíru, který je rozdělený rovnoběžnými linkami. Vzdálenost mezi všemi linkami je stejná. Na tento papír se libovolným způsobem hází jehla, jejíž délka je rovna vzdálenosti mezi linkami. Jaká je pravděpodobnost, že jehla po dopadu bude ležet tak, že protne některou z linek (viz obrázek)?
Hodnota této pravděpodobnosti je {\displaystyle {\frac {2}{\pi }}}. Pomocí takového experimentu je tedy možné zjistit přibližnou hodnotu π: hod jehlou se bude mnohokrát opakovat a bude se zapisovat, v jakém poměru z celkového počtu hodů jehla protne linku. Tento výpočet je příkladem užití metody Monte Carlo.

## Výpočet
Mějme jehlu o délce {\displaystyle \ell } a hoďme ji na rovinu rozdělenou s rovnoběžnými linkami {\displaystyle t}, přičemž {\displaystyle t\geq \ell } (jehla je menší než vzdálenosti mezi linkami). Jaká je pravděpodobnost, že jehla protne linku?
Nechť je {\displaystyle x} vzdálenost od středu jehly k nejbližší lince a nechť {\displaystyle \theta } je velikost ostrého úhlu, který svírá jehla a linka.
Hustota pravděpodobnosti náhodné proměnné {\displaystyle x} je pro {\displaystyle x\in \langle 0;{\frac {t}{2}}\rangle } rovna
{\displaystyle {\frac {2}{t}}\,dx}.
Hustota pravděpodobnosti {\displaystyle \theta } je pro {\displaystyle \theta \in \langle 0;{\frac {\pi }{2}}\rangle } rovna
{\displaystyle {\frac {2}{\pi }}\,d\theta }.
Tyto dvě náhodné proměnné jsou navzájem nezávislé, proto složená hustota pravděpodobnosti je rovna součinu dílčích hustot:
{\displaystyle {\frac {4}{t\pi }}\,dx\,d\theta }.
Jehla protne linku tehdy, pokud
{\displaystyle x\leq {\frac {\ell }{2}}\sin \theta }.
Integrováním složené hustoty pravděpodobnosti dostaneme pravděpodobnost, že jehla linku protne:
{\displaystyle \int _{\theta =0}^{\frac {\pi }{2}}\int _{x=0}^{{\frac {\ell }{2}}\sin \theta }{\frac {4}{t\pi }}\,dx\,d\theta ={\frac {2\ell }{t\pi }}}.
Pokud při {\displaystyle n} hodech jehla protla linku v {\displaystyle h} případech, můžeme psát odhad
{\displaystyle {\frac {h}{n}}={\frac {2\ell }{t\pi }}},
ze kterého lze {\displaystyle \pi } vyjádřit takto:
{\displaystyle \pi ={\frac {2{\ell }n}{th}}}.
Pokud bychom na počátku zvolili jehlu delší než je vzdálenost mezi linkami ({\displaystyle t<\ell }), byl by výsledný vzorec ve tvaru
{\displaystyle {\frac {h}{n}}={\frac {2\ell }{t\pi }}-{\frac {2}{t\pi }}\left({\sqrt {\ell ^{2}-t^{2}}}-\operatorname {arcsec} {\frac {\ell }{t}}\right)+1}.